# جیمی روزنتال
جیمی روزنتال (به انگلیسی: Jaime Rosenthal) (زاده ۵ مه ۱۹۳۶ – درگذشته ۱۲ ژانویه ۲۰۱۹) یک سیاستمدار هندوراسی و رهبر حزب لیبرال هندوراس بود. او همچنین کاندیدای ریاست جمهوری هندوراس نیز بوده‌است. در سال ۱۹۷۴ او بانک کانتینتال را ایجاد کرد. در اکتبر ۲۰۱۵ او به ترافیک مواد مخدر متهم شد.

## زندگی‌نامه
روزنتال در یک خانواده یهودی رومانیایی به دنیا آمد. پدر او یانکل روزنتال در سال ۱۹۲۹ از رومانی به هندوراس مهاجرت کرده بود. روزنتال دارای مدرک کارشناسی در رشته مهندسی عمران و کارشناسی ارشد مدیریت از دانشگاه‌ام. آی.تی. است. او در بین سالهای ۱۹۸۶ تا ۱۹۹۰ نایب رئیس‌جمهوری هندوراس بوده‌است.

## بانک کانتیننتال
خانواده روزنتال از سال ۱۹۷۴ بانک کانتیننتال را ایجاد کردند که هشتمین بانک بزرگ هندوراس بوده‌است. در سال ۲۰۱۵ بانک کانتیننتال به پولشویی متهم شد و اموال آن ضبط گردید.